# Substituição de moeda

Uso do euro e do dólar estadunidense no mundo.

Substituição de moeda (também chamado de dolarização) ocorre quando os habitantes de um país utilizam uma moeda estrangeira em paralelo ou no lugar da moeda nacional.
A substituição da moeda pode ser total ou parcial. A substituição completa ocorreu em pequenos países, principalmente da América Latina, Caribe e Oceania, que são fortemente dependentes dos Estados Unidos. A substituição parcial ocorre quando residentes de um país optam por manter uma parte significativa de seus ativos financeiros em moeda estrangeira.
As principais moedas utilizadas como substitutas são o dólar estadunidense, o euro, o dólar da Nova Zelândia, o franco suíço, a rupia indiana, o dólar australiano, o dram armênio, a lira turca, o novo shekel israelense e o rublo russo.